# Баранкеев, Сергей Александрович
Сергей Александрович Баранкеев (1854—1917) — русский архитектор, мастер петербургских эклектики и раннего модерна, гражданский инженер.

## Биография
Родился в Санкт-Петербурге 22 августа (3 сентября) 1854 года в семье титулярного советника Александра Васильевича Баранкеева (1820 — 21.01.1902); мать — Ольга Григорьевна (ок. 1825 — 02.06.1899), дочь коллежского асессора Григория Васильевича Васильева, служившего в комиссариатском департаменте Военного министерства. Отец служил в департаменте Государственного казначейства, был контролёром в Департаменте уделов, вышел в отставку действительным статским советником. В семье были также старший сын Иван (26.01.1853—?) и младшие: Николай, Анна, Елена, Владимир, Александр.
Окончил частную гимназию в Санкт-Петербурге. Учился в Петербургском строительном училище (1873—1878), которое окончил по первому разряду. После окончания училища был причислен к Министерству внутренних дел, занимался частной практикой. Состоял членом оценочной комиссии в Санкт-Петербургском городском кредитном обществе (с 1885).
Построил конюшни при ипподроме на Семеновском плацу (см. Загородный проспект).
Архитектор Финляндской епархии (с 1895). Работал в Выборгской губернии (церковь в с. Красном, ныне Красносельское, на Карельском перешейке), на Валааме (храм Воскресенского скита и др. постройки). Гласный Городской думы.
Скончался в 1917 году.

## Проекты
С. А. Баранкеев был очень продуктивным архитектором — по его проектам было построено более пятидесяти зданий и сооружений.
- Подольская улица, д. 42, правая часть — доходный дом. 1878. (Надстроен).
- Улица Восстания, д. 47 / Гродненский переулок, д. 12 — доходный дом Н. И. Шилова. 1879—1881.
- Улица Рылеева, д. 33 — доходный дом. 1880.
- Псковская улица, д. 23 — доходный дом. 1880.
- Улица Восстания, д. 30 / Митавский переулок, д. 7 — доходный дом. 1881. Включен существовавший дом.
- Моховая улица, д. 39 — доходный дом. Перестройка. 1881.
- Улица Чайковского, д. 77 — доходный дом Н. Н. Есьмановича. 1881—1882.
- Моховая улица, д. 44 — доходный дом. Перестройка. 1882.
- Саперный переулок, д. 20 — доходный дом. 1882.
- Улица Марата, д. 8 — доходный дом. Перестройка. 1883. (Надстроен).
- Полтавская улица, д. 5, левая часть — доходный дом. 1883—1884.
- Синопская набережная, д. 30, левая часть — особняк Н. Н. Каретникова. 1884—1886.
- Гончарная улица, д. 29, правая часть — здание торговых бань П. Д. Шахова. 1888.
- Полтавская улица, д. 8 — доходный дом. 1888—1889.
- Проспект Римского-Корсакова, д. 29 — доходный дом. Перестройка. 1890.
- Улица Декабристов, д. 50 — доходный дом. 1890—1891.
- Набережная Кутузова, д. 34 — особняк Е. М. Герсевановой. Перестройка. 1891—1892.
- 9-я линия, д. 20 — доходный дом. 1891—1892.
- Переулок Гривцова, д. 13 / Сенная площадь, д. 11 — доходный дом. 1892. (Перестроен).
- Боровая улица, д. 100 — доходный дом. 1893.
- Загородный проспект, д. 45а — Часовня святого Александра Невского при Введенском соборе лейб-гвардии Семеновского полка 1893—1894. (Не сохранилась).
- Транспортный переулок, д. 4, левая часть — жилой флигель. 1894.
- Вознесенский проспект, д. 55 — доходный дом. Перестройка. 1890-е. (Перестроен).
- Столярный переулок, д. 9 — доходный дом. Перестройка. 1896.
- Набережная реки Фонтанки, д. 139 — доходный дом Д. Р. Сорокина, построен в 1896—1897 годах.  памятник архитектуры[4]
- Звенигородская улица, д. 22 — доходный дом С. П. Вульфсона. 1896—1900.
- Тульская улица, д. 2, средняя часть — доходный дом. 1898.
- Улица Блохина, д. 25 / переулок Нестерова, д. 2 — доходный дом. 1898—1899.
- 7-я Красноармейская улица, д. 26 — доходный дом. 1898, 1907.
- Московский проспект, д. 128 / Заставская улица, д. 27 — доходный дом. 1899.
- Улица Рубинштейна, д. 20 — доходный дом. 1901.
- Кавалергардская улица, д. 18 — доходный дом. 1901.
- Суворовский проспект, д. 47 — доходный дом. 1901—1903.
- Большой проспект Петроградской стороны, д. 80 / Плуталова улица, д. 26 — доходный дом. 1904.
- Набережная Обводного канала, д. 86 — доходный дом. Надстройка и расширение. 1904.
- 6-я Красноармейская улица, д. 24 / Советский переулок, д. 11 / 7-я Красноармейская улица, д. 25 — доходный дом И. К. Синягина. 1904—1905. (Перестроен).
- Лиговский проспект, д. 133 — доходный дом. 1904—1905.
- Садовая улица, д. 70 — доходный дом. Перестройка. 1904—1905.
- Улица Академика Павлова, д. 9 — здание клиники кожных болезней им. В. К. Синягина и А. К. Чекалевой. 1904—1906.
- 15-я линия, д. 74 — доходный дом. 1905—1907.
- 3-я линия, д. 52 — здание Невской фабрики обоев М. И. Лихачевой. 1905—1907. Начато М. Ф. Переулочным.
- Заставская улица, д. 25 — доходный дом. 1909.
- Сенная площадь, д. 2 / улица Ефимова, д. 2 — доходный дом И. Д. Шустрова. Перестройка. 1910. (Не сохранился).
- Московский проспект, д. 126 — доходный дом. 1910.
- Проспект Чернышевского, д. 8 / Захарьевская улица, д. 16 — доходный дом Н. М. Нельговской. 1910—1911.
- Мучной переулок, д. 5 — доходный дом. Перестройка. 1912.
- Улица Марата, д. 56-58, правая часть — торговое здание. 1912.
- Московский проспект, д. 166 — доходный дом. 1913. (?)

## Семья
Женился 22 января 1884 года на домашней учительнице Вере Николаевне (Розалии Исааковне) Катценелленбоген (1861—?), дочери Виленского купеческого сына Исаака Абрамовича Катценелленбогена. У них была дочь Александра.